# Котауасі (каньйон)

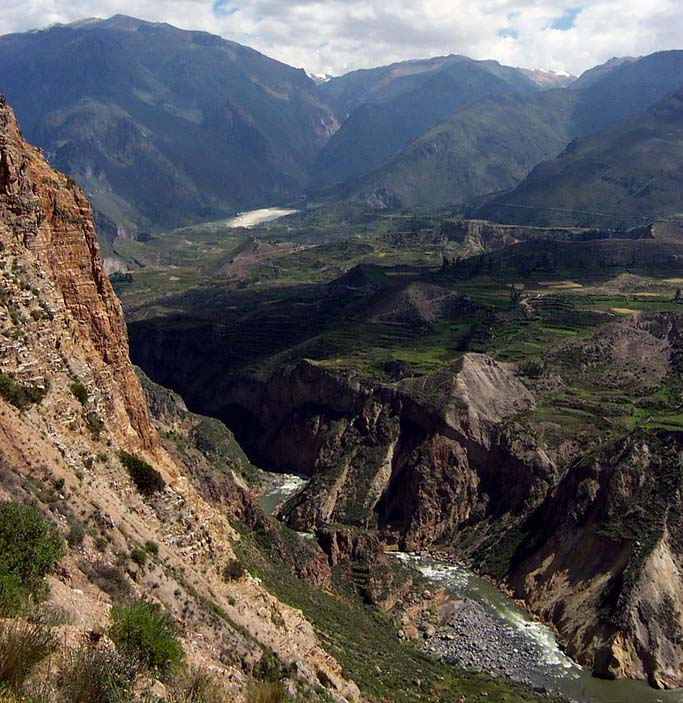
Каньйон Котауасі

15°16′ пд. ш. 73°02′ зх. д. / 15.27° пд. ш. 73.03° зх. д.
Каньйон Котауасі (ісп. Cañon de Cotahuasi) — каньйон в Перу біля міста Арекіпа. Його максимальна глибина — 3 535 м біля Нінанкоча, що на 335 м глибше, ніж каньйон Колка, й що ймовірно робить каньйон Котауасі найглибшим у світі, його суперниками на це звання можуть бути лише кілька каньйонів в Гімалаях. Котауасі промитий між двома великими горами — Коропуна (6425 м над рівнем моря) і Солінама (6093 м над рівнем моря). Каньйон утворений річкою Котауасі, що народжується в озері Уансокоча на висоті 4750 м над рівнем моря, в яку потім впадають річки Уайяпанья і Уаркая, на виході з каньйону річка Котауасі зливається з річкою Маран, формуючи річку Оконья.
| Перу | Це незавершена стаття з географії Перу. Ви можете допомогти проєкту, виправивши або дописавши її. |